# Acuífero Pampa del Tamarugal

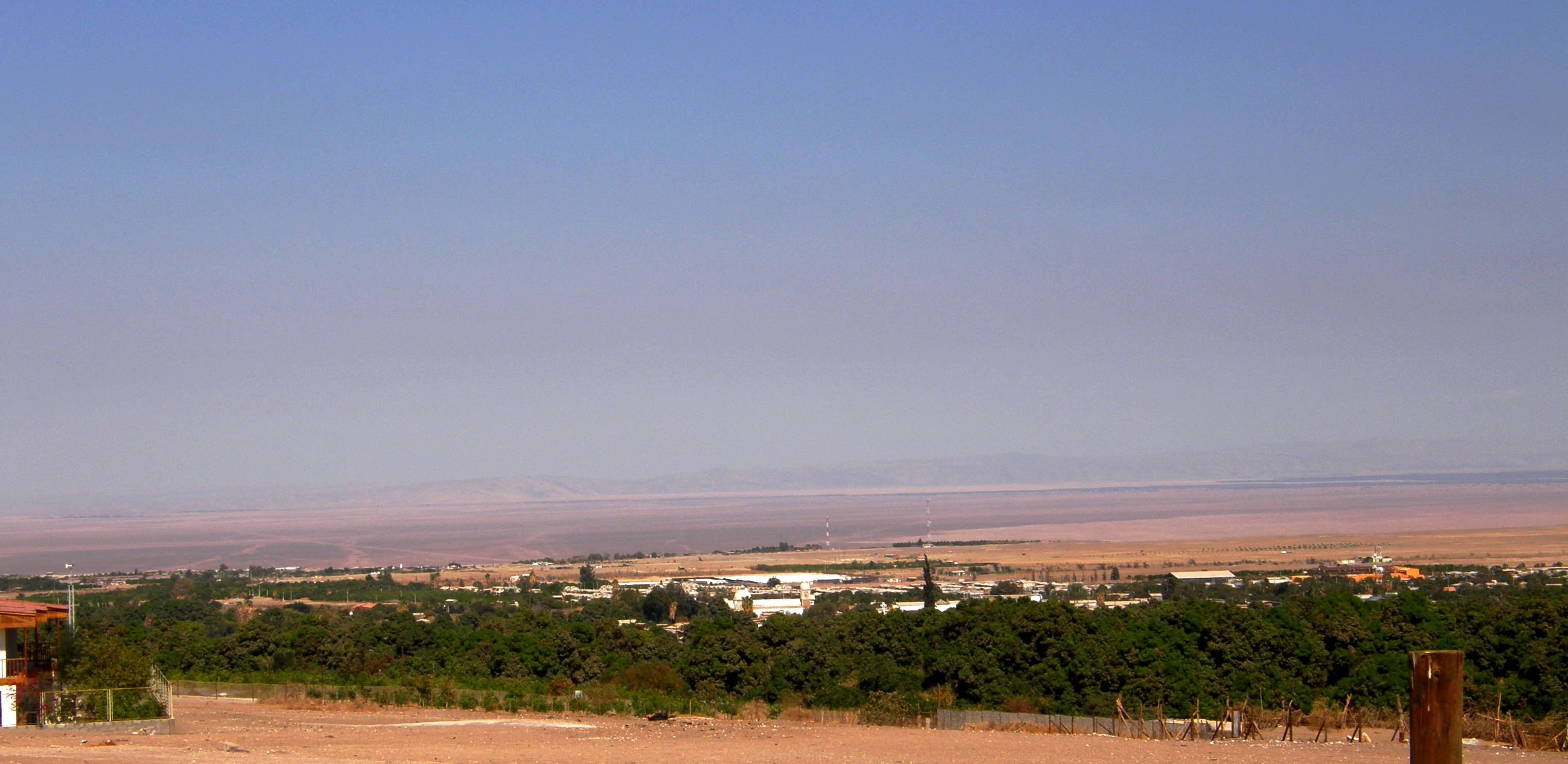
Vista del pueblo de Pica y del oasis en primer plano desde el sureste. Al fondo se ve el llano de la Pampa del Tamarugal.

Extensión del acuífero Pampa del Tamarugal (en verde oscuro)

El acuífero Pampa del Tamarugal, ubicado en la Región de Tarapacá, en el norte de Chile, es uno de los acuíferos más importantes del Desierto de Atacama.
En el oasis de Puquio de Núñez el agua del acuífero es captada por un sistema de acueductos subterráneos conocidos como puquios. Ubicada a 1.187 metros sobre el nivel del mar (m s. n. m.), se estima que el agua de Puquio de Núñez proviene de una zona de recarga a ~3.000 m s. n. m. Como los oasis cercanos de Pica y Matilla aprovechan el acuífero de Pica, se piensa que la divisoria entre los acuíferos de Pampa del Tamarugal y Pica debería estar entre Puquio de Núñez y Matilla. Ha habido cierta incertidumbre sobre si las aguas del acuífero de Pica desembocan o no en el acuífero Pampa del Tamarugal, ya que estos dos acuíferos están separados por la falla de Longacho. Si bien esta falla puede desviarse y bloquear parte del flujo, un estudio de 2012 mostró un gradiente hidráulico desde Matilla hacia el oeste, lo que sugiere que el agua del acuífero de Pica fluye hacia el acuífero Pampa del Tamarugal.
Según un informe de la Dirección General de Aguas de 1996 el acuífero Pampa del Tamarugal abastece de agua potable a la ciudad de Iquique desde la zona de Canchones con doce puntos de captación más dos de emergencia.